# サーシャ・ホスティン
サーシャ・ホスティン (Sasha Hostyn、1993年12月 - ) は、カナダのプロゲーマー。
ゲームID名はScarlett(スカーレット)。
スタークラフト2で活動し、2015年Dota 2で転向。

## 私生活
ホスティンはオンタリオ州キングストンで育ち、学生時代は趣味でゲームをプレイし、2011 年にトーナメントに参加し始め、プロ プレーヤーとしてのキャリアを築いた。 ホスティンはトランスジェンダーの女性であり、彼女の性自認は彼女のプレイ方法と「まったく無関係」であり、「常にそれを完全に問題にしないように努めてきた」と述べている。